# Serbia Open
A Serbia Open minden év májusában megrendezett tenisztorna Belgrádban. 2020-ig csak az ATP versenynaptárában szerepelt, 2021-től a nők számára a WTA versenynaptárába is bekerült.
Az ATP World Tour 250 Series, valamint a WTA 250 tornák része, összdíjazása a férfiaknál 366 950 €, a nőknél 275 000 $. A versenyen 28-an vehetnek részt, az első négy kiemeltnek nem kell játszania az első körben.
A mérkőzéseket salakos pályákon játsszák. Az első versenyt a férfiak számára 2009-ben rendezték meg, az amersfoorti tornát váltotta fel a versenynaptárban, amelynek jogait a jelenleg legjobb szerb játékos, Novak Đoković családja vette meg, hogy megrendezhessék hazájuk első ATP-tornáját.

## Döntők

### Férfiak

#### Egyéni
| Év      | Győztes           | Ellenfél a döntőben | Eredmény a döntőben |
| 2013–20 | Nem rendezték meg | Nem rendezték meg   | Nem rendezték meg   |
| 2012    | Andreas Seppi     | Benoît Paire        | 6–3, 6–2            |
| 2011    | Novak Đoković     | Feliciano López     | 7–6(4), 6–2         |
| 2010    | Sam Querrey       | John Isner          | 3–6, 7–6(4), 6–4    |
| 2009    | Novak Đoković     | Łukasz Kubot        | 6–3, 7–6(0)         |

#### Páros
| Év      | Győztes                                | Ellenfelek a döntőben               | Eredmény a döntőben |
| 2013–20 | Nem rendezték meg                      | Nem rendezték meg                   | Nem rendezték meg   |
| 2012    | Jonathan Erlich / Andi Rám             | Martin Emmrich / Andreas Siljeström | 4–6, 6–2, [10–6]    |
| 2011    | František Čermák / Filip Polášek       | Oliver Marach / Alexander Peya      | 7–5, 6–2            |
| 2010    | Santiago González / Travis Rettenmaier | Tomasz Bednarek / Mateusz Kowalczyk | 7–6(6), 6–1         |
| 2009    | Łukasz Kubot / Oliver Marach           | Johan Brunström / Jean-Julien Rojer | 6–2, 7–6(3)         |

### Nők

#### Egyéni
| Év   | Győztes      | Ellenfél a döntőben | Eredmény a döntőben |
| 2021 | Paula Badosa | Ana Konjuh          | 6–2, 2–0, feladta   |

#### Páros
| Év   | Győztes                             | Ellenfelek a döntőben              | Eredmény a döntőben |
| 2021 | Aleksandra Krunić / Nina Stojanović | Greet Minnen / Alison Van Uytvanck | 6–0, 6–2            |